# پدر ژپتو

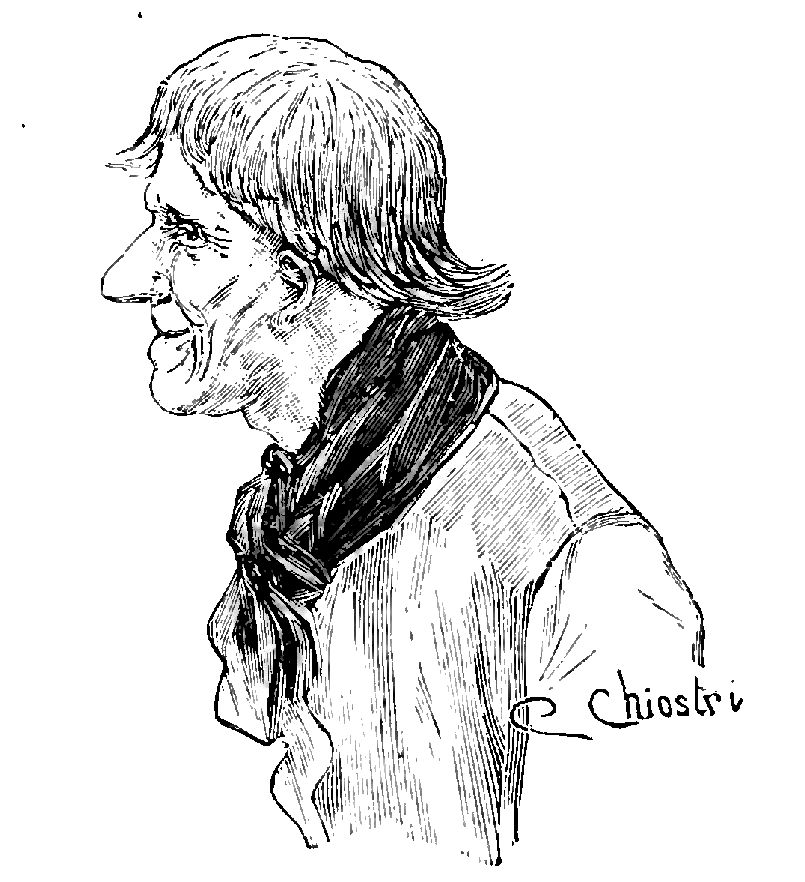

ژپتو یا پدر ژپتو (به ایتالیایی: Mastro Geppetto) شخصیت داستانی است که در رُمان ماجراهای پینوکیو حضور دارد، این رُمان تخیلی نوشته نویسنده ایتالیایی کارلو کُلُودی است. او یک نجّار پیر و طراح عروسک‌های چوبی از جمله پینوکیو بود.
داستان از آنجا آغاز می‌شود که ژپتو فرزندی ندارد و تنها در نجاریش همراه با دو شخصیت گربه و دارکوب زندگی و با نجاری و هنرش امرارمعاش می‌کند. روزی پسرکی چوبی می‌سازد و اسم آن را پینوکیو می‌گذارد، با ساخت این عروسک باور می‌کند که کودکی دارد و با او اوقاتش را در گارگاه نجاری سپری می‌کند.
اما فرشته‌ای مهربان وقتی متوجه آرزوی قلبی پیرمرد (ژپتو) می‌شود، با جان بخشیدن به عروسک آرزوی او را برآورده می‌کند. ماجرا تنها به اینجا ختم نمی‌شود، بلکه در ادامه داستان با ماجراهای گوناگونی ژپتو و پینوکیو روبه‌رو می‌شوند.